# D. Nagy Lajos
D. Nagy Lajos (Tiszalök, 1950. szeptember 29. –) magyar énekes. A Rolls Frakció, majd később a Bikini énekese.

## Családja
Nős, három gyermeke van.

## Tanulmányai
Tanult a még akkor Nyíregyházi Széchenyi István Közgazdasági Szakközépiska nevű szakközépiskolában.

## Pályafutása
1978-ban kezdte profi zenészi pályafutását, amikor barátaival létrehozták a Rolls punk-rock együttest. Ennek énekese volt éveken át, ahol meghatározó zenésztársa Trunkos András volt. Az együttest ellenzéki hangvételű szövegei, stílusa miatt folyamatosan akadályozta a fennálló hatalom, így végül feloszlottak. [forrás?]
Ezt követően D.Nagy Angliába ment, majd 1985-ben Nagy Feró helyére érkezett a Bikinibe. A Bikini feloszlása után 1992-ben szólókarrierbe kezdett, két önálló lemezt is kiadott Monokini néven. Az 1997-es újjáalakulás óta ismét a Bikini tagja. 

## Diszkográfia

### Frakció
- Rolls (Rolls – 1984)
- Budapest Felett (D. Nagy és a Frakció – 1993)
- Kejne Pánik (R. Frakció – 1994)
- Koncert, 1982. szept. 12. (Rolls Frakció – 1999)

### Szóló
- Monokini (1995)
- Az idő foglyai (1998)
- Minden, ami volt (2019?)[2]

### Bikini
- Ezt nem tudom másképp mondani (1985)
- Mondd el (1987)
- Ha volna még időm (1988)
- Bikini (1988)
- Közeli helyeken (1989)
- A sötétebbik oldal (1991)
- Izzik a tavaszi délután (1992)
- Búcsúkoncert (1993)
- Aranyalbum (1996)
- A szabadság rabszolgái (1997)
- Körutazás a Balkánon (1998)
- A világ végén (1999)
- Gyémánt (2000)
- Nem lesz ennek jó vége (2000)
- Álomból ébredve (2002)
- Angyali üdvözlet (2004)
- Őrzöm a lángot (2007)
- The Very Best of Bikini (2009)
- Elmúlt illúziók (2011)
- 30 – Közeli helyeken (2012)